# Ulytau (Gebiet)
Das Gebiet Ulytau ist ein Gebiet (kasachisch Oblys) in Kasachstan. Das Verwaltungszentrum der Region ist die Stadt Schesqasghan.

## Geschichte
Der kasachische Präsident Qassym-Schomart Toqajew kündigte am 16. März 2022 die Gründung des Gebiets an. Mit Inkrafttreten des Gesetzes am 8. Juni 2022 wurde das Gebiet von dem Gebiet Qaraghandy abgespaltet. Am 11. Juni 2022 wurde Berik Bachytowitsch Abdygalijew zum Äkim des Gebiets Ulytau ernannt. Die Grenzen der Region entsprechen in etwa der westlichen Hälfte des ehemaligen Gebiets Schesqasghan, das 1997 aufgelöst und mit dem Gebiet Qaraghandy zusammengelegt wurde.

## Verwaltungsgliederung

### Verwaltungsgliederung
Das Gebiet ist in fünf Bezirke (kasachisch Аудан Audan; russisch Район Rajon) unterteilt. Das Verwaltungszentrum Schesqasghan und die Städte Qaraschal und Sätbajew stellen dabei jeweils einen eigenen Stadtkreis dar.

Administrative Gliederung des Gebietes Ulytau

| Audan                 | Fläche [km²] | Einwohner | Verwaltungssitz |
| --------------------- | ------------ | --------- | --------------- |
| Qaraschal (Stadt)     | 792,43       | 17.346    | Qaraschal       |
| Sätbajew (Stadt)      | 1.104,35     | 68.867    | Sätbajew        |
| Schangaarqa           | 62.347,81    | 30.521    | Schangaarqa     |
| Schesqasghan (Stadt)  | 1.760,97     | 93.565    | Schesqasghan    |
| Ulytau                | 122.931,05   | 11.018    | Ulytau          |
| Stand: 1. Januar 2025 |              |           |                 |

### Äkim (Gouverneur)
Liste der Gouverneure (kasachisch Әкім, Äkim) des Gebietes Ulytau seit 2022:
| Nr. | Name               | Amtszeit (Beginn) | Amtszeit (Ende) |
| --- | ------------------ | ----------------- | --------------- |
| 1   | Berik Äbdighaliuly | 11. Juni 2022     | 9. Oktober 2024 |
| 2   | Dastan Ryspekow    | 9. Oktober 2024   | amtierend       |